# Voleč
Voleč település Csehországban, a Pardubicei járásban. Voleč Malé Výkleky, Rohovládova Bělá, Chýšť, Kasalice, Žáravice és Vyšehněvice településekkel határos. Lakosainak száma 384 fő (2024. január 1.).

## Népesség
A település lakosságának változását az alábbi diagram mutatja:
| Lakosok száma | 441  | 478  | 456  | 360  | 373  | 343  | 351  | 370  | 367  | 384  |
|               | 1869 | 1900 | 1921 | 1961 | 1980 | 2011 | 2016 | 2019 | 2021 | 2024 |